# 二見利節
二見 利節（ふたみ としとき：本名、利次、1911年10月29日 - 1976年3月27日）は、日本の洋画家。神奈川県二宮町出身。

## 生涯
1911年、神奈川県中郡吾妻村（現在の二宮町）に生まれる。父が尋常高等小学校の校長として横浜に赴任、転宅する。
義務教育修了後、日本橋の洋紙の卸問屋、図案家の弟子、銀座で似顔絵描きや看板描きをしながら独学で絵を描き、銀座千疋屋に就職。
1931年、故郷に戻り、小田原市在住の画家井上三綱に師事、油絵の制作を始める。作品をほとんど売らずに生活は困窮した。1932年、病死した恋人の節子の一字を取って、利節と名乗るようになった。
1933年、春陽会展初入選。「T子」、「横たわる女」が文展で連続特選。
1942年11月、甲府連隊に入隊、1944年、石垣島に従軍中、米軍の爆撃で右耳を負傷し、難聴になった。出征後の1948年に国画会に入り、鳥海青児らと親交を持つ。
1956年、失火でアトリエを全焼し、作品の大半を焼失する。54歳ごろまでほとんど世の中とは没交渉であったという。
1965年、日動画廊の援助でヨーロッパ、ギリシャ、トルコ、エジプトを巡り、1972年から同画廊で個展を開催する。
1976年2月8日、親友だった長谷川利行の遺作展を見るために入院中の病院を抜け出して、三越に出かけたが、病状が悪化、3月27日、小田原市立病院で乳癌のため死去した。
2011年、遺族からの作品の寄贈により、二宮町立ふたみ記念館が開館した。